# Arctogadus
Az Arctogadus a csontos halak (Osteichthyes) főosztályának a sugarasúszójú halak (Actinopterygii) osztályába, ezen belül a tőkehalalakúak (Gadiformes) rendjébe és a tőkehalfélék (Gadidae) családjába tartozó nem.

## Rendszerezés
A nembe az alábbi 2 faj tartozik:
- Arctogadus borisovi Dryagin, 1932 - típusfaj
- jeges tőkehal (Arctogadus glacialis) (Peters, 1872)